# Naturpark Knüll

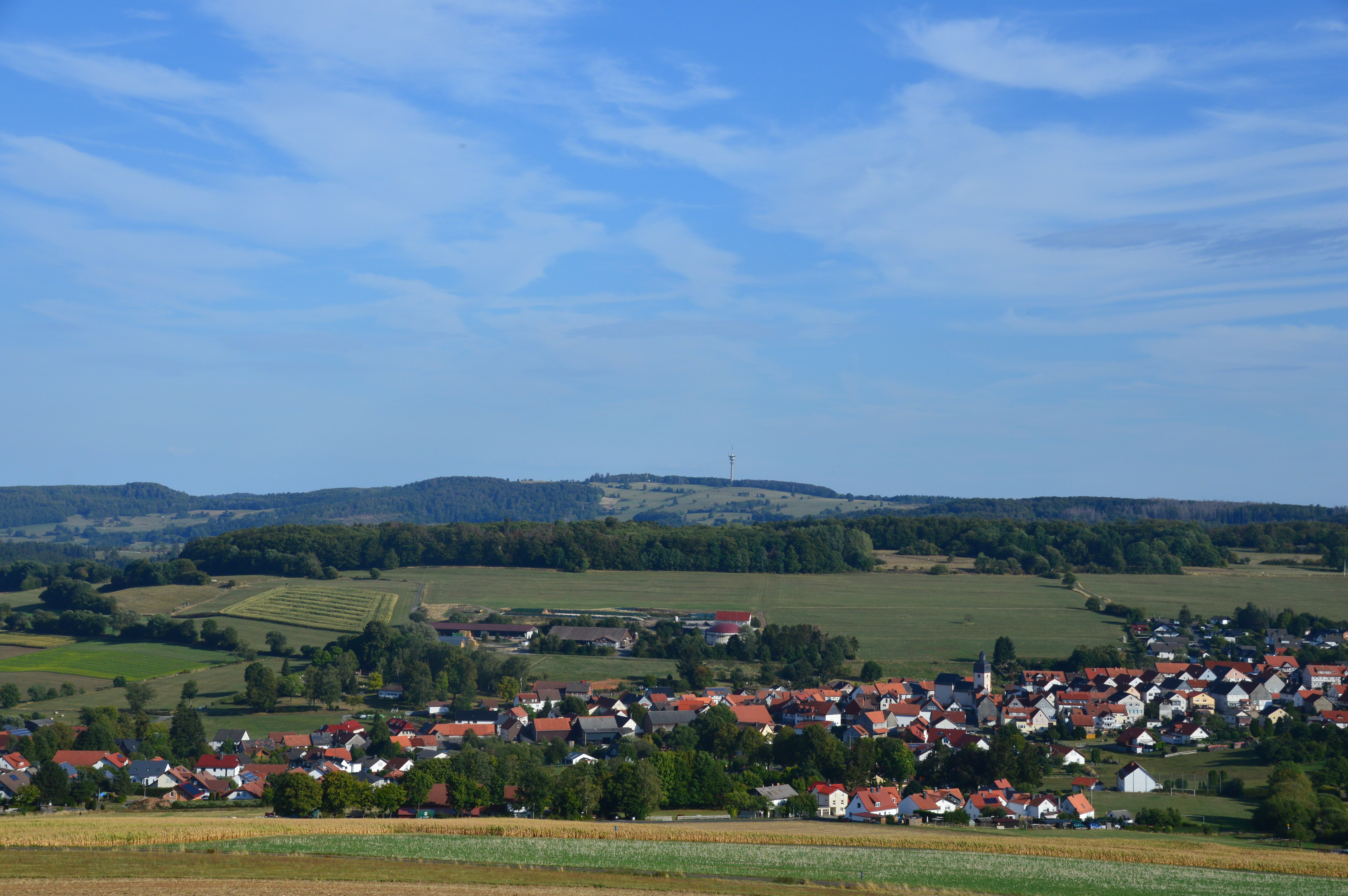
Der Eisenberg und Schwarzenborn vom Knüllköpfchen.

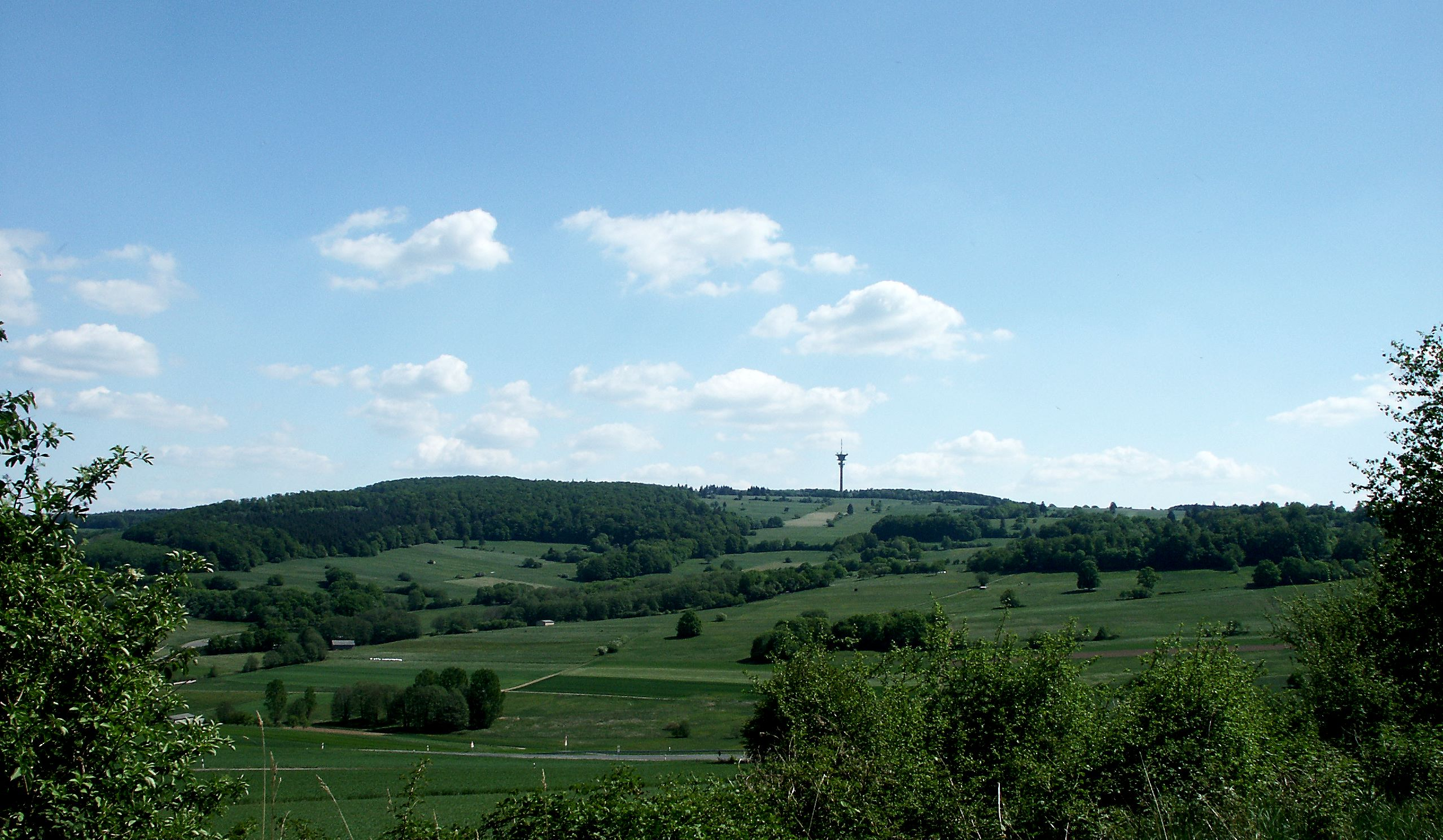
Der Eisenberg im Knüll

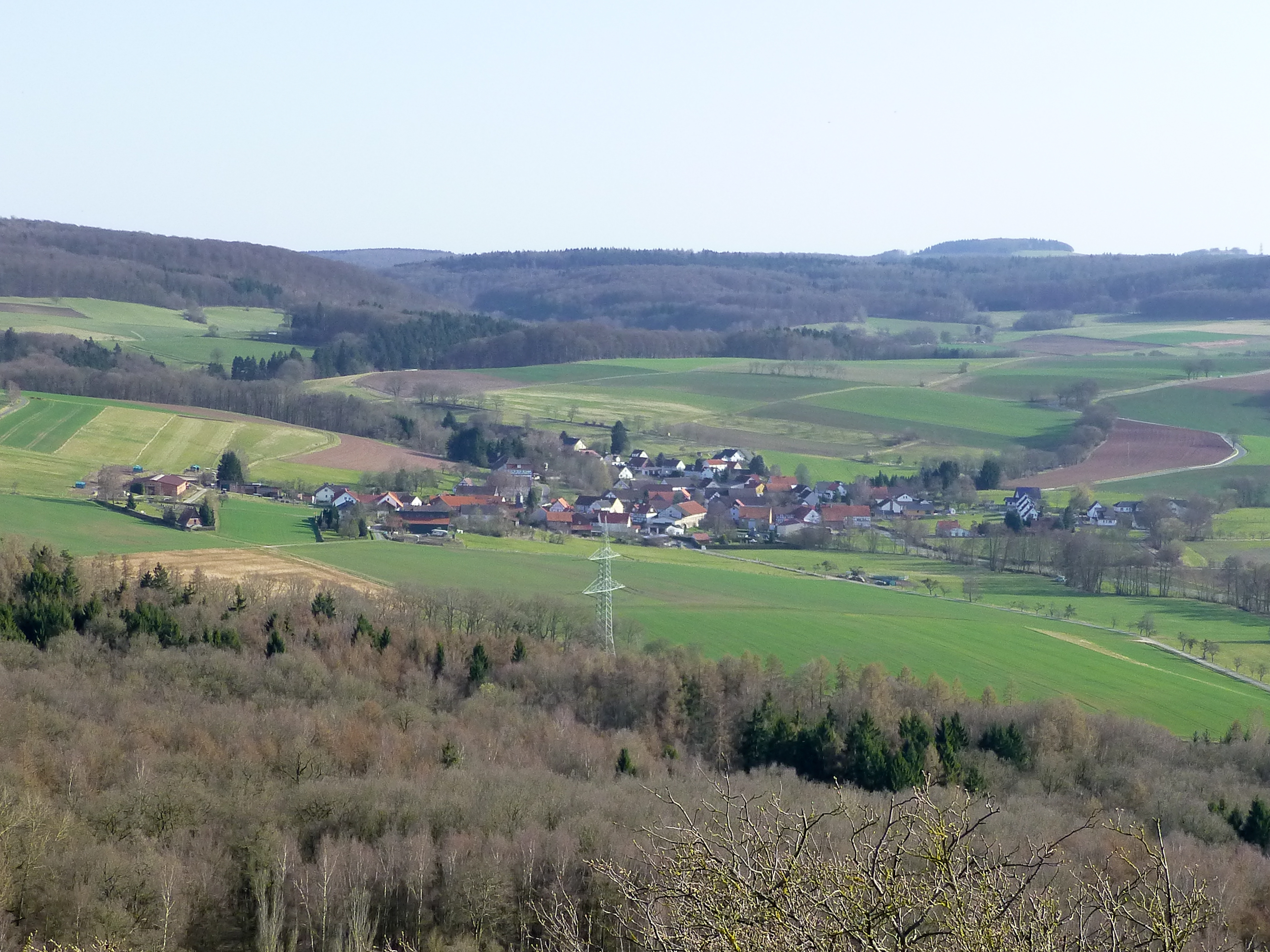
Knüllköpfchen hinter LSG Rinnetal vom Wildpark aus

Der Naturpark Knüll ist ein 2021 gegründeter Naturpark in Nordhessen. Er umfasst das Knüllgebirge, ein deutsches Mittelgebirge, dessen höchster Punkt der Eisenberg mit 635,5 m ü. NHN ist. Der Naturpark präsentiert sich unter dem Slogan „Fabelhafte Vielfalt“. Träger des Naturparks Knüll ist der Zweckverband Knüllgebiet.

## Lage
Der Naturpark liegt in den nordhessischen Landkreisen Schwalm-Eder und Hersfeld-Rotenburg, umgrenzt von den Orten Homberg (Efze) im Norden, Neukirchen im Westen, Breitenbach am Herzberg im Süden und reicht bis vor die Tore der Stadt Bad Hersfeld im Osten. Er umfasst eine Größe von 83.258 Hektar, wovon 35.597 Hektar geschützt sind. 52 % der Flächen sind bewaldet, 43 % werden landwirtschaftlich genutzt.
Naturräumlich gliedert sich der Naturpark in eine eher offene Basalt-Kuppenlandschaft im Norden, einen großflächig bewaldeten Bereich im Osten und eine fruchtbare Ackerlandschaft im Westen. Im Südosten öffnet sich der Naturpark zur Fuldaaue hin. Ökologisch wertvoll sind vielfältige Waldstandorte, naturnahe Wiesen-Bachtäler, Streuobstwiesen und Auwald-Flächen.

## Mitgliedskommunen
Das Gebiet des Naturparks Knüll umfasst insgesamt 17 Kommunen, neun davon gehören mit ihrem vollständigen Gemeindegebiet zum Knüllgebiet, acht Kommunen nur in Teilbereichen.
| Schwalm-Eder-Kreis          | Landkreis Hersfeld-Rotenburg          |
| Frielendorf (teilweise)     | Alheim (teilweise)                    |
| Homberg (Efze) (teilweise)  | Bad Hersfeld (teilweise)              |
| Knüllwald (vollständig)     | Bebra (teilweise)                     |
| Morschen (teilweise)        | Breitenbach am Herzberg (vollständig) |
| Neukirchen (vollständig)    | Kirchheim (vollständig)               |
| Oberaula (vollständig)      | Ludwigsau (teilweise)                 |
| Ottrau (vollständig)        | Neuenstein (vollständig)              |
| Schwarzenborn (vollständig) | Niederaula (vollständig)              |
|                             | Rotenburg an der Fulda (teilweise)    |

## Geschichte
Die Idee, den Naturraum Knüllgebirge durch die Einrichtung eines Naturparks zur touristischen Vermarktung zu nutzen sowie mit Akteuren aus der Region an dem Erhalt und der Weiterentwicklung der regionalen Besonderheiten gemeinsam zu arbeiten, besteht bereits seit über 50 Jahren. Mehrere Anläufe, dieses Ziel in der Region gemeinsam anzugehen, scheiterten in den letzten Jahrzehnten.
Die Änderung des Hessischen Ausführungsgesetzes zum Bundesnaturschutzgesetz im Jahr 2018 gab den erneuten Ausschlag für die Region, eine Ausweisung des Knülls als Naturpark anzustreben, da die Anforderungen des Landes an die Merkmale des Naturparkgebietes nun im Knüll erfüllbar sind. Entsprechend wurde Ende 2019 vom Zweckverband Knüllgebiet eine Machbarkeitsstudie zur Entwicklung eines Naturparks Knüll beauftragt.
Der 104. deutsche Naturpark wurde am 1. Juni 2021 ausgewiesen und hat seinen Sitz in Neuenstein, die Geschäftsstelle befindet sich seit März 2022 im Schloss Neuenstein.

## Aufgaben
Ein Naturpark ist als Großschutzgebiet Teil der Nationalen Naturlandschaften in Deutschland, zu denen beispielsweise auch Nationalparke und Biosphärenreservate gehören. Der Verband Deutscher Naturparke (VDN) ist die Dachorganisation deutscher Naturparke.
Ziel des Naturparks Knüll ist eine nachhaltige Regionalentwicklung und die Stärkung der biologischen Vielfalt im Knüll sowie der Erhalt und die Weiterentwicklung seiner reichstrukturierten Kulturlandschaft und der Eigenart und Schönheit der Region. Die kleinräumig sehr vielfältige und abwechslungsreiche Landschaft besitzt einen hohen Erholungswert und soll durch den Naturpark diesbezüglich ebenfalls einer breiten Masse zugänglich gemacht werden. Dies erreicht der Naturpark Knüll über vielfältige Bildung und den Ausbau der Wanderwegeinfrastrukutr.
Die Arbeit des Naturparks Knüll fußt auf einer engen Zusammenarbeit mit regionalen Akteuren und der Bevölkerung.

## Tourismus im Naturpark Knüll

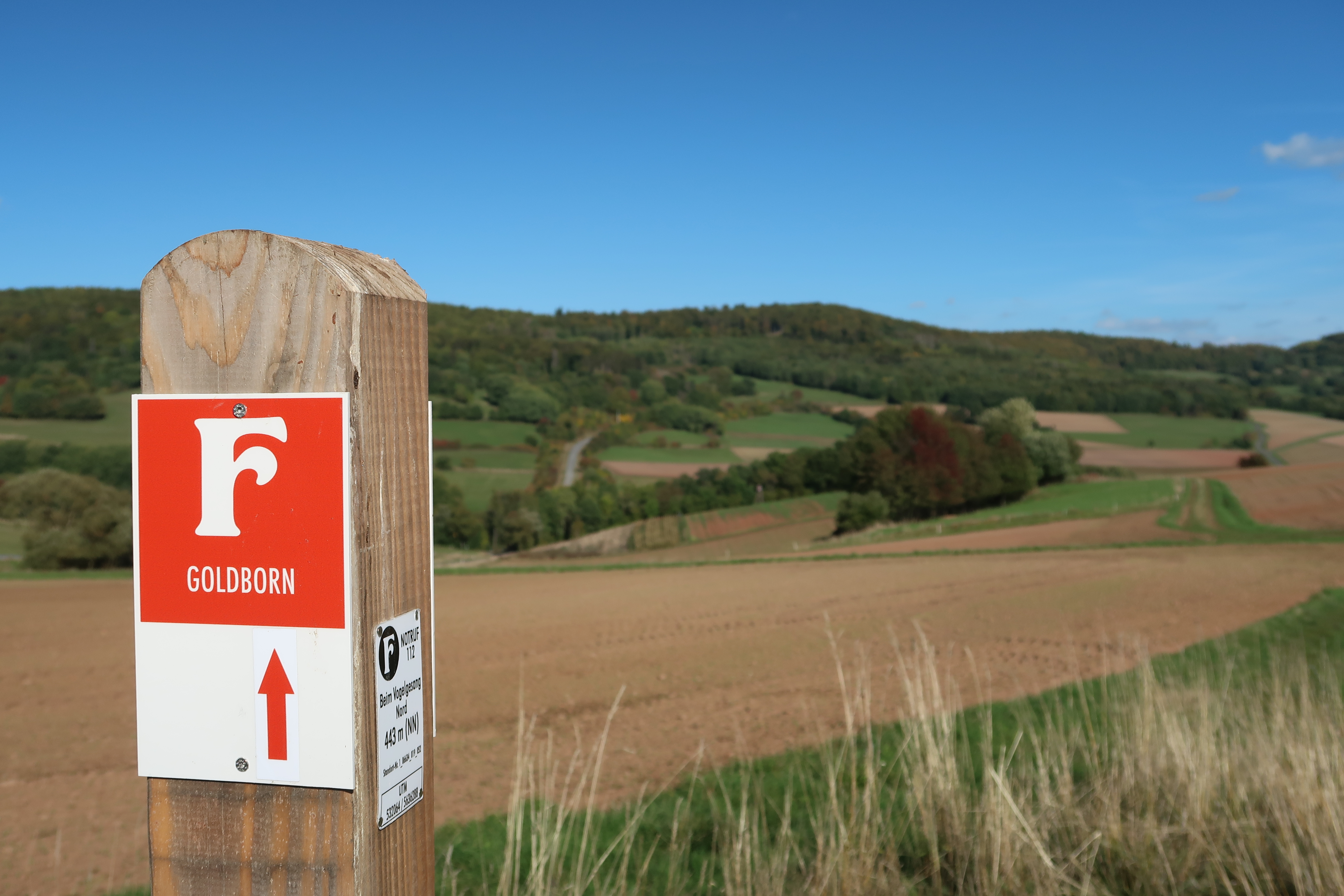
Wanderwegmarkierung vom Fabelweg „Goldborn“

Der Naturpark Knüll verteilt sein Gebiet auf drei touristische Organisationen: Die touristischen Arbeitsgemeinschaften Rotkäppchenland und Mittleres Fuldatal sowie das Stadtmarketing der Stadt Bad Hersfeld. Sie alle gehören zur Destination „GrimmHeimat Nordhessen“. Er wird mit den folgenden Angeboten selbst aktiv:

### Wanderwege
Der Knüll ist von einem Netz von Fern- und Regionalwanderwegen des Knüllgebirgsvereins durchzogen, so den weiterreichenden Löwenweg und Lulluspfad.
Im Jahr 2022 sind 20 neue Wander- und Spazierwanderwege, die sogenannten Fabelwege, mit über 170 km Wegstrecke im Naturpark entstanden. Sie führen zu den landschaftlichen Höhepunkte des Knülls und bilden einen Querschnitt der typischen Landschaftsbilder ab. 2023 werden sie als Premiumwander- und Premiumspazierwanderwege zertifiziert.

### Bildung
Der Naturpark Knüll bietet verschiedene Umweltbildungsangebote auf Basis einer Bildung für nachhaltige Entwicklung an.
Gemeinsam mit 18 zertifizierten Natur- und Landschaftsführer wird ein reichhaltiges Veranstaltungsprogramm angeboten. Die Natur- und Landschaftsführer wurden 2021 im Rahmen eines deutschlandweit anerkannten Zertifikatslehrgangs ausgebildet und werden weiterhin regelmäßig fortgebildet. Einzelne Inhalte dieses Veranstaltungsprogramms sind auch als individuelle Gruppenangebote für verschiedene Altersgruppen buchbar.
Seit 2022 arbeitet der Naturpark Knüll in einem Kooperationsprojekt mit regionalen Kindertagesstätten zusammen.
Weitere Anbieter von Umweltbildung im Naturpark Knüll sind das Umweltbildungszentrum Licherode und der Wildpark Knüll. Beide sind enge Partner des Naturparks.

## Landschaftsökologie

### Landschaft
Das Knüllgebirge ist magmatischen Ursprungs. Die Basaltkuppen ragen aus einem Sockel aus Buntsandstein- oder Tertiärunterlage heraus. Sie erreichen Höhen zwischen 450 und über 600 m NN. Aufgrund seines Aufbaus und der Gliederung wird der Knüll oft als „kleiner Bruder“ des Vogelsberges bezeichnet. Die Gebirgsbildung trug sich im mittleren Tertiär vor etwa 10 Mio. Jahren zu, gleichzeitig zu der des um vieles größeren Vogelberges. Ursache war der Absenkungsprozess der Hessischen Senke vor etwa 15 Mio. Jahren. Dadurch entstanden Grabenbrüche, an denen heute der Muschelkalk als schmales Band ansteht. In dieser Zeit entstanden Hunderte von Basaltkuppen, Kegeln und Rücken in unregelmäßiger Anordnung. In der Diluvialzeit hob sich das Land weiter und die Temperatur, die zuvor noch tropisch bis subtropisch heiß gewesen war, sank; es begann die erste Eiszeit, die weite Teile Europas mit Gletschern überzog. Ursache dafür war, dass sich das von Gondwana abgespaltene Südamerika mit dem Nordamerikanischen Kontinent verband und damit das globale System der Meeresströmungen veränderte. Die Mittelgebirge blieben frei von Vereisung, doch führte diese erste Eiszeit zu verstärkten Niederschläge, die eine starke Erosion auslösten. Dabei bildeten sich die heutigen Täler und Talterrassen.
Die die Kuppen umgebende Löss-Ackerlandschaft verzahnt sich stellenweise, zum Beispiel bei Lenderscheid, mit der nach Süden sich erhebenden Waldlandschaft. Lokal breiten sich Ackerflächen auch innerhalb dieser ansonsten geschlossen wirkenden, nur von Waldwiesen und Wiesen-Bachtälern unterbrochenen Landschaft an sanft ansteigenden Hängen aus (z. B. bei Großropperhausen).
Besonders landschaftsprägend sind die geschlossenen, großflächigen Waldgebiete im Knüll.
Während im Bereich des basaltischen geologischen Untergrundes des Hohen Knülls vor allem naturnahe, artenreiche mesophile Buchenwälder zu finden sind, dominieren im Bereich des Sandstein im Fulda-Werra-Bergland und Fulda-Haune-Tafelland Nadelholzforste und artenarme, bodensaure Buchenwälder. Im Bereich der Zechsteinlandschaft bei Oberellenbach, im Nordosten, ist zwar in Randbereichen der Charakter einer Waldlandschaft vorhanden, die hügelige Landschaft öffnet sich allerdings bald breit zur Fuldaaue hin.
Charakteristisch für den Knüll sind auch seine idyllischen Bachtäler. Diese schlängeln sich mäandrierend durch Wälder und Wiesen. Durch kleinräumige Wechsel des anstehenden Gesteins (Basalt, Buntsandstein und Muschelkalk) entstehen vielfältige und strukturreiche Ausprägungen. Die Bäche entwässern in die beiden großen Flüsse Schwalm und Fulda.
Der Charakter der offenen, weiten Fuldaaue zieht sich über breitere Talabschnitte zum Beispiel des Rohrbaches, des Geisbaches, der Aula und der Jossa weit in den Knüll hinein. Großflächige Wiesen und Weiden – aber auch Äcker –, Feuchtwiesen, Teiche, Altarme (-wasser) prägen die Auelandschaften. Die teilweise steilen Buntsandstein-Talhänge werden traditionell extensiv als Viehweiden genutzt und sind durch Hangstufenhecken gegliedert.

### Leitarten
- Rotmilan
- Schwarzstorch
- Wildkatze
- Waldschnepfe
- Rothirsch
- Schwarzspecht
- Kolkrabe
- Rebhuhn
- Feldhase
- Uhu
- Biber
- Kaisermantel
- Großer Schillerfalter
- Wachtelweizen-Scheckenfalter

### Schutzgebiete

#### Naturschutzgebiete
Im Knüll befinden sich 12 Naturschutzgebiete mit einer Gesamtfläche von 463 ha. Dies entspricht 0,56 % der Fläche des Knüll.
| Name                                       | Größe (ha) |
| Roßbachtal bei Völkershain                 | 114,14     |
| Waltersberg bei Rengshausen                | 13,34      |
| Mosenberg bei Homberg                      | 64,59      |
| Eichelskopf (Homberg-Holzhausen)           | 2,68       |
| Schwärzwiesen (Homberg-Hülsa)              | 16,8       |
| Ohetal bei Frielendorf-Großropperhausen    | 65         |
| Hirtenwiese am Eisenberg (Neuenstein)      | 9,29       |
| Buchenbachtal bei Christerode (Neukirchen) | 120,52     |
| Kalkberg bei Weißenborn (Ottrau)           | 18,49      |
| Immichenhainer Teiche                      | 23,21      |
| Bruchwiesen bei Mengshausen (Niederaula)   | 10,4       |
| Jossaaue bei Breitenbach                   | 4,59       |
| Gesamtfläche Naturschutzgebiete            | 463,05     |

#### Landschaftsschutzgebiete
Im Knüll bestehen 14 Landschaftsschutzgebiete mit einer Fläche von 6.318 ha, hinzu kommen die „Landschaftsteile im Kreis Hersfeld“ sowie der „Auenverbund Schwalm“ und der „Auenverbund Fulda“, deren Flächen nur anteilig den Naturpark betreffen.
| Name                                                             | Größe (ha)        |
| Schlossberg Homberg                                              | 15,94             |
| Efzepforte bei Homberg                                           | 348,86            |
| Efzetal zwischen Holzhausen und Relbehausen                      | 38,75             |
| Oberes Rinnetal                                                  | 2.185,07          |
| Malchustal bei Ersrode                                           | 112,76            |
| Kesselgraben bei Bad Hersfeld                                    | 1,36              |
| Wolfsgrube bei Kerspenhausen                                     | 2,28              |
| Urbach- und Angersbachtal                                        | 447,61            |
| Eisenberg                                                        | 582,36            |
| Hinterberger Wiesen                                              | 123,53            |
| Buchenbachtal bei Christerode                                    | 189,06            |
| Kisselbachtal bei Frielingen                                     | 17,00             |
| Burg Herzberg                                                    | 21,89             |
| Gesamtfläche Landschaftsschutzgebiete (vollständig im Naturpark) | 6.433,44          |
| Landschaftsteile im Kreis Hersfeld (z. T. im Naturpark)          | 90,94 (gesamt)    |
| Auenverbund Schwalm (z. T. im Naturpark)                         | 4.510,06 (gesamt) |
| Auenverbund Fulda (z. T. im Naturpark)                           | 9.026,43 (gesamt) |

#### FFH-Gebiete
Im Knüll finden sich elf FFH-Gebiete sowie zwei Gebiete, die anteilig im Naturpark liegen.
| Name                                                                   | Größe (ha)        |
| Truppenübungsplatz Schwarzenborn                                       | 926,95            |
| Wald westlich Lüdersdorf (Bebra)                                       | 976,70            |
| Kalkberg bei Weißenborn (Ottrau)                                       | 18,49             |
| Immichenhainer Teiche (Ottrau)                                         | 23,19             |
| Standortübungsplatz Homberg                                            | 290,45            |
| Schwärzwiesen (Homberg-Hülsa)                                          | 16,78             |
| Heide bei Atzelrode                                                    | 2,44              |
| Efze zwischen Holzhausen und Völkershain                               | 27,21             |
| Roßbachtal bei Völkershain                                             | 114,05            |
| Waltersberg bei Rengshausen                                            | 13,33             |
| Mosenberg bei Homberg                                                  | 63,71             |
| Gesamtfläche FFH-Gebiete (vollständig im Naturpark)                    | 2.473,30          |
| Kalkmagerrasen zwischen Morschen und Sontra (z. T. im Naturpark)       | 444,14 (gesamt)   |
| Obere und Mittlere Fuldaaue im Bereich Niederaula (z. T. im Naturpark) | 2.536,48 (gesamt) |

## Wirtschaft
Die Wirtschaftsstruktur im Knüll ist vorwiegend durch Kleinst- und kleine Unternehmen geprägt. Durch die Nähe zu den beiden Autobahnen A7 und A4, die den Knüll durchschneiden, haben sich jedoch auch einige größere Betriebe aus der Logistikbranche angesiedelt.
Besonders landschaftsprägend ist vor allem die überwiegend kleinbäuerliche Struktur. Industriegebiete sind nur selten und eher entlang der Autobahnen zu finden.

## Regionalentwicklung
Der Naturpark Knüll liegt in den LEADER -Regionen Knüll (vollständig), Hersfeld-Rotenburg (teilweise) und Mittleres Fuldatal (teilweise).